# Caistor St. Edmund
Caistor St. Edmund är en ort i Caistor St Edmund and Bixley, South Norfolk, Storbritannien. Den ligger i grevskapet Norfolk och riksdelen England, i den sydöstra delen av landet, 150 km nordost om huvudstaden London. Antalet invånare är 270. Arean är 6,6 kvadratkilometer. Byn nämndes i Domedagsboken (Domesday Book) år 1086, och kallades då Castra/Castru.
Tidigare var Caistor St. Edmund en civil parish, men är sedan 1 april 2019 en del av Caistor St Edmund and Bixley.
Terrängen i Caistor St. Edmund är platt.